# Ватога (Теннессі)
Ватога (англ. Watauga) — місто (англ. city) в США, в округах Картер і Вашингтон штату Теннессі. Населення — 353 особи (2020).

## Географія
Ватога розташована за координатами 36°22′9″ пн. ш. 82°17′35″ зх. д. / 36.36917° пн. ш. 82.29306° зх. д. (36.369209, -82.293018).  За даними Бюро перепису населення США в 2010 році місто мало площу 2,15 км², з яких 2,11 км² — суходіл та 0,05 км² — водойми. В 2017 році площа становила 1,80 км², з яких 1,74 км² — суходіл та 0,06 км² — водойми.

## Демографія
Згідно з переписом 2010 року, у місті мешкало 458 осіб у 185 домогосподарствах у складі 124 родин. Густота населення становила 213 осіб/км².  Було 204 помешкання (95/км²).
Расовий склад населення:
| - 93,7 % — білих - 1,5 % — чорних або афроамериканців - 0,7 % — корінних американців - 0,2 % — азіатів - 1,1 % — осіб інших рас |

До двох чи більше рас належало 2,8 %. Частка іспаномовних становила 1,3 % від усіх жителів.
За віковим діапазоном населення розподілялося таким чином: 22,9 % — особи молодші 18 років, 61,8 % — особи у віці 18—64 років, 15,3 % — особи у віці 65 років та старші. Медіана віку мешканця становила 41,6 року. На 100 осіб жіночої статі у місті припадало 94,9 чоловіків;  на 100 жінок у віці від 18 років та старших — 88,8 чоловіків також старших 18 років.
Середній дохід на одне домашнє господарство  становив 43 373 долари США (медіана — 43 125), а середній дохід на одну сім'ю — 47 399 доларів (медіана — 47 045). Медіана доходів становила 34 500 доларів для чоловіків та 30 893 долари для жінок. За межею бідності перебувало 18,9 % осіб, у тому числі 37,9 % дітей у віці до 18 років та 15,6 % осіб у віці 65 років та старших.
Цивільне працевлаштоване населення становило 155 осіб. Основні галузі зайнятості: освіта, охорона здоров'я та соціальна допомога — 25,8 %, виробництво — 17,4 %, роздрібна торгівля — 14,2 %.